# 宇陀市立病院
宇陀市立病院（うだしりつびょういん）は、奈良県宇陀市にある市立病院。整形外科領域の治療実績に定評があり、2014年（平成26年）4月より整形外科内に奈良肩・肘センターを開設し、肩関節、肘関節の専門医が毎日診察にあたっている。

## 沿革
- 1954年（昭和29年）7月5日 - 榛原町に榛原町立病院として開院。
- 1989年（平成元年）7月15日 - 榛原総合病院に名称変更。
- 2006年（平成18年）1月1日 - 宇陀市の発足に伴って宇陀市立病院に名称変更。
- 2011年（平成23年） - 建て替え。

## 診療科
- 内科
- 循環器内科
- 消化器内科
- 外科
- 整形外科
- 婦人科
- 眼科
- 耳鼻咽喉科
- 神経内科
- 泌尿器科
- 皮膚科
- 小児科
- リハビリテーション科
- 放射線科
- 麻酔科
- 精神科

## 医療機関の指定・認定
（下表の出典）
| 保険医療機関                                   | 結核指定医療機関                         |
| 労災保険指定医療機関                           | 原子爆弾被害者指定医療機関               |
| 指定自立支援医療機関（更生医療）               | 公害医療機関                             |
| 指定自立支援医療機関（精神通院医療）           | 母体保護法指定医の配置されている医療機関 |
| 身体障害者福祉法指定医の配置されている医療機関 | 臨床研修病院                             |
| 生活保護法指定医療機関                         | DPC対象病院                              |

- 救急告示病院[3] [リンク切れ]

## 事案
- 2022年（令和4年）2月 - 陰圧装置の入札をめぐり不正な便宜を図った見返りに、業者から賄賂を受け取ったとして、元男性職員（50代）が収賄容疑で逮捕された。業者側の男性社長（50代）も贈賄容疑で逮捕。いずれも容疑を認めた[4]。6月23日、奈良地方裁判所は元職員に対し官製談合防止法違反と収賄の罪で懲役2年6月、執行猶予4年、追徴金約53万円の判決を言い渡した[5]。

## 交通アクセス
- 近鉄大阪線「榛原駅」から徒歩約7分[6] [リンク切れ]。